# Bien de interés patrimonial (Alemania)

El símbolo que denota un bien patrimonial en la mayoría de estados de Alemania y a nivel federal.

En Alemania, los bienes de interés patrimonial son el conjunto de bienes físicos de carácter patrimonial de este país, gestionados, regulados y protegidos a nivel estatal y federal. Existen varias definiciones, legislaciones y registros aplicables a la catalogación, administración y protección de estos elementos. El vocablo Denkmal (pl.: Denkmäler o Denkmale; monumento, hito) es el término genérico en alemán para este tipo de elementos, que en Alemania se divide en varias clasificaciones:
- Patrimonio cultural (Kulturdenkmal), incluido patrimonio histórico, abarcando la mayor parte de los elementos físicos y culturales considerados bienes patrimoniales.   
  - Patrimonio arquitectónico (Baudenkmal), una categorización especial dentro de los monumentos culturales dedicada a estructuras y edificios. Los bienes en esta categoría pueden formar parte de complejos arquitectónicos, que pueden incluir desde un par de edificios hasta barrios o localidades enteras, y que suelen ser clasificados en una categoría aparte.
- Patrimonio natural (Naturdenkmal), abarcando lugares naturales de interés geológico, paisajístico y biológico.
- Monumento conmemorativo (Gedenkstätte), incluyendo memoriales tanto a nivel de patrimonio cultural como los administrados por asociaciones y fundaciones locales.

## Clasificación de bienes patrimoniales

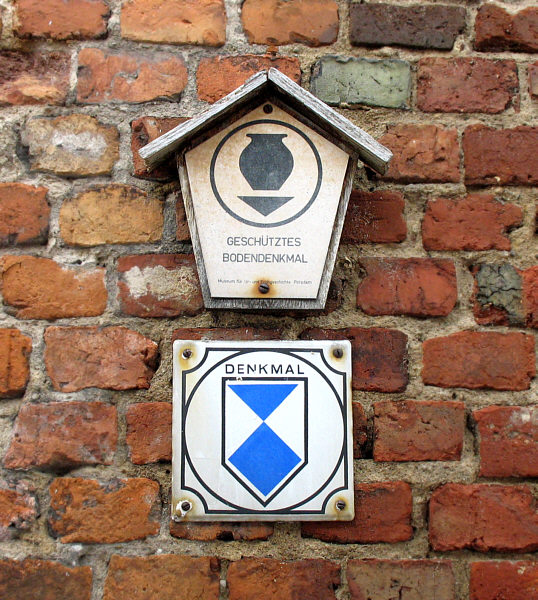
Placas de señalización de patrimonio cultural y un bien de interés arqueológico.

### Patrimonio cultural
Los bienes de interés cultural son el conjunto más amplio de elementos que conforman los registros alemanes de patrimonio nacional, comprendiendo a decenas de miles de monumentos y edificaciones de distintos tipos y condiciones. En principio, se dividen en dos grupos principales (aunque puede haber diferencia entre los estados federados):
- Bienes inamovibles (incluyendo, aunque no limitándose a, inmuebles), aquellos elementos que de acuerdo con la interpretación de la legislación alemana, están vinculados al suelo y por tanto a un punto geográfico concreto. Se hace una distinción entre:
  - Patrimonio arqueológico (Bodendenkmäler), tanto yacimientos como hallazgos relacionados (siempre inamovibles), incluyendo construcciones que forman parte de la excavación.
  - Patrimonio arquitectónico (Baudenkmäler) y jardines monumentales (Gartendenkmäler). La mayoría de edificaciones y estructuras pertenecen a esta categoría (edificios antiguos, templos y edificios religiosos, puentes, arcos de triunfo, etc.), aunque algunos, por formar parte de un concepto patrimonial más amplio que la estructura en sí (como el caso de algunos museos y parques), caen en la categoría más amplia de Patrimonio Cultural.
  - Conjuntos monumentales (Gesamtanlagen), superficies monumentales (Flächendenkmäler) y complejos arquitectónicos (Ensembles). La protección de este tipo de conjuntos monumentales se llama Ensembleschutz.
- Bienes portátiles/movibles (bewegliche Kulturdenkmale), desde piezas museísticas, archivos y construcciones no fijadas (estatuas, elementos arquitectónicos o arqueológicos desplazables, etc.) hasta ejemplares de grandes medios de transporte, como antiguos trenes o barcos, que se denominan «piezas de patrimonio técnico movible» (bewegliches technisches Kulturgut).[3]

La legislación alemana, dedicada en gran parte a los bienes inamovibles, hace una clara distinción entre los monumentos de carácter arqueológico y los monumentos arquitectónicos, ya que estos últimos son por norma general visibles y conocidos durante décadas o siglos, mientras que los hallazgos arqueológicos no se conocen hasta realizarse las excavaciones. Esta diferencia supone un trato distinto desde el punto de vista administrativo, y, naturalmente, en la aplicación de consideraciones científicas y de protección. En cuanto a los bienes movibles, la normativa vigente se enfoca sobre todo en los delitos de apropiación indebida y exportación ilegal.

### Patrimonio natural
En Alemania, como en el caso de los demás bienes patrimoniales, las normativas relativas a los monumentos naturales recogen diferentes disposiciones según qué estados (aunque se trata en principio de una normativa federal que sienta el marco jurídico para las legislaciones estatales). Actualmente, el único estado que no cuenta con ningún monumento natural es Bremen (ciudad-estado conformada por los municipios de Bremen y Bremerhaven).

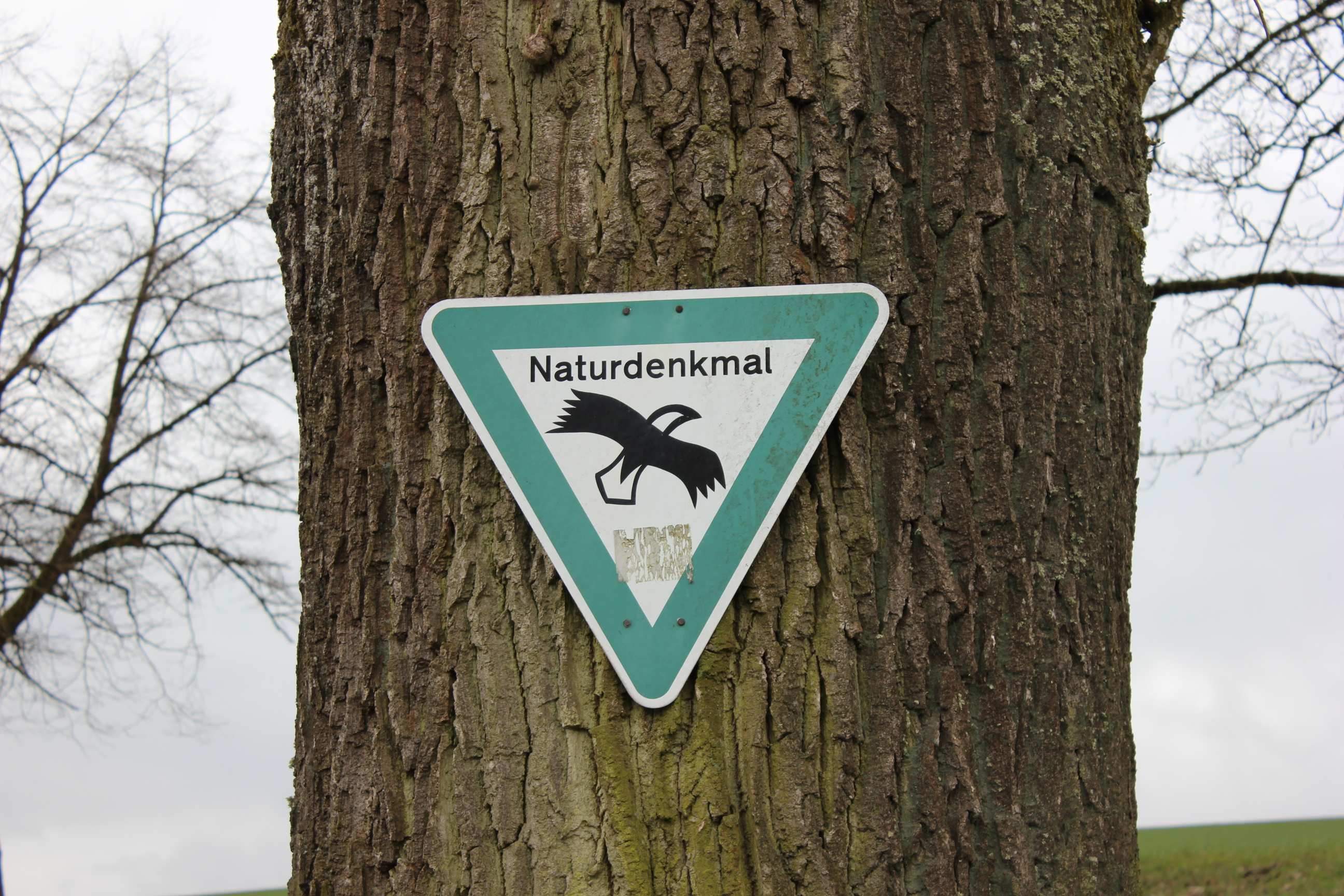
Señalización de monumento natural en un bosque al este del estado de Baviera.

Se trata de parajes y elementos naturales cuya condición requiere de más reconocimiento y protección que los demás parajes naturales, ya protegidos por las distintas legislaciones en materia de conservación de la naturaleza (bosques, parques nacionales, etc.). El primer elemento natural de Alemania catalogado como monumento y bien patrimonial fue la cueva de exhibición de Wernigerode, en Sajonia-Anhalt.

## Legislación

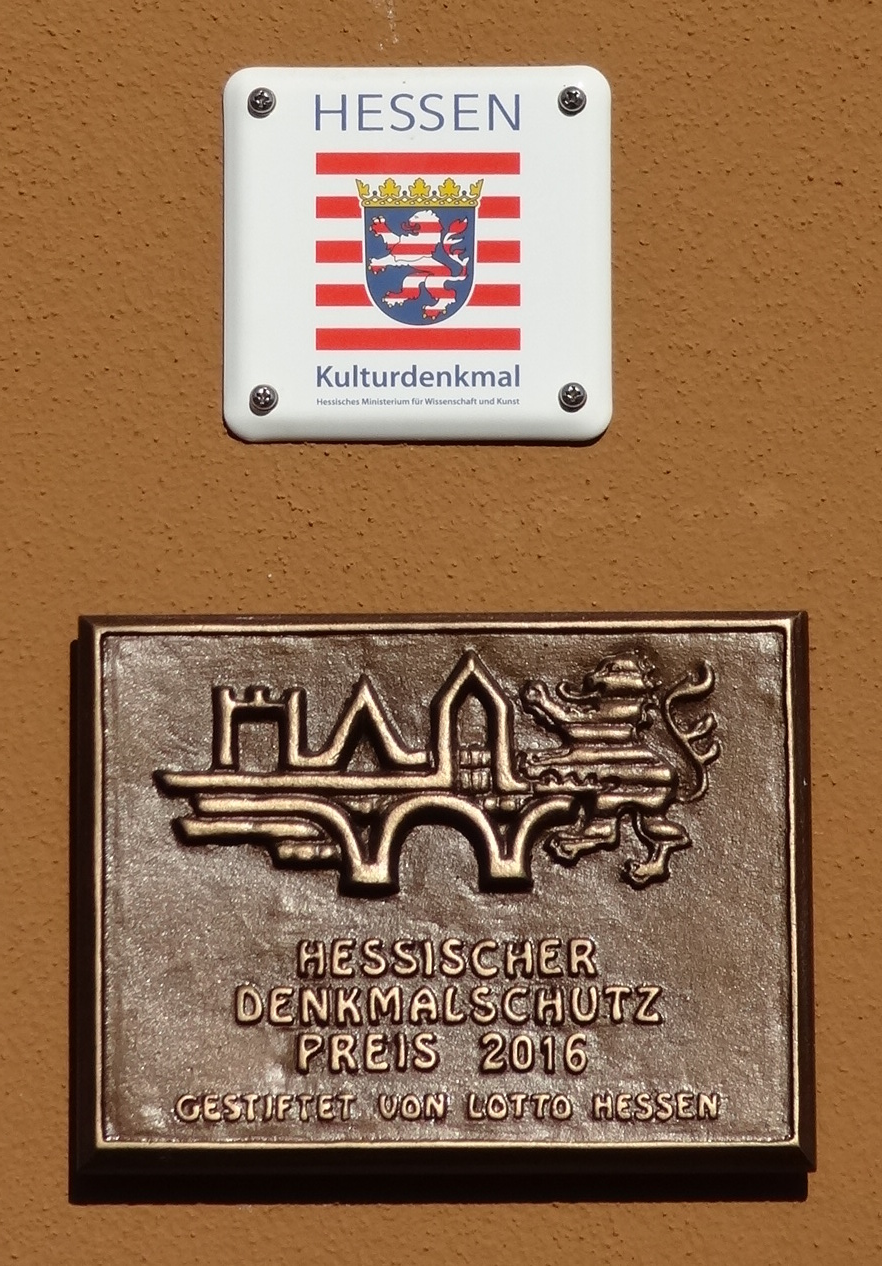
Señalización y placa conmemorativa en la pared de un monumento de Hesse.

De acuerdo con la distribución de competencias entre el gobierno federal de Alemania y los estados federados, la administración, catalogación y protección de los bienes patrimoniales está regulada a nivel de estado (legislación regional), es decir, que cada Bundesland recoge en sus leyes fundamentales la normativa aplicable al patrimonio en su territorio, conocida en términos generales como Ley de Protección Cultural (Kulturgutschutzgesetz, KGSG). Dicha normativa atribuye responsabilidades tanto a las autoridades como a conservacionistas y propietarios (organizaciones, comunidades religiosas, etc.), y en ella se recoge la regulación de los correspondientes registros. Aunque son registros regionales, se trata de hecho de una clasificación a nivel federal (no existe un registro nacional aparte, como en el caso de España, por lo que todos los bienes se dividen entre los registros estatales).      
La KGSG, que forma parte del derecho administrativo, engloba dos aspectos claves de la gestión de los bienes catalogados, a saber, su protección (Denkmalschutz) y su administración (Denkmalpflege). La primera rige la definición legal y el margen jurídico, en el que se incluyen actos como la destrucción y daños no autorizados, definidos como «daños a la propiedad que son perjudiciales para el público general». La segunda incluye los aspectos de financiación, mantenimiento, estudio y restauración de los bienes recogidos en los registros a los que se aplican las correspondientes normativas. Esta labor se realiza muchas veces a través de fundaciones creadas a este fin.      
Ya que los monumentos y elementos como estructuras y jardines pueden encontrarse en cualquier entorno, existen ciertas superposiciones con otras leyes y normativas, como ocurre en el caso de los monumentos naturales con la ley de conservación de la naturaleza y las normativas relativas a los paisajes cultivados. Por su parte, los archivos considerados bienes patrimoniales son sujetos a una superposición con la ley de protección de datos (y, a partir de 2018, con el Reglamento General de Protección de Datos).

### Normativas regionales (por estado federado)
Debido a que la primera disposición del primer artículo de la constitución alemana (deutsches Grundgesetz) garantiza el derecho a la propiedad, la segunda disposición requiere la adopción de una ley tácita para los casos que dicho derecho pudiera verse limitado, como en el caso de los bienes clasificados como patrimonio. Al mismo tiempo, en su artículo 30, la constitución determina que la soberanía cultural en Alemania pertenece a los 16 estados federados, por lo que la legislación sobre protección de monumentos es su competencia:
La soberanía cultural es responsabilidad principal de los estados federados alemanes en lo que respecta a la legislación y la administración en materia cultural, y en particular, las responsabilidades relativas al idioma, las escuelas y universidades, la educación, la radio, la televisión y las artes. (Art. 30, Ley Fundamental para la República Federal de Alemania)

#### Autoridades y medidas estatales
En la mayoría de estados, la máxima autoridad al cargo de la protección de los monumentos es el ministerio responsable, mientras que en las ciudades-estado (Berlín, Bremen y Hamburgo) es el senador responsable. En la mayoría de los estados existe una oficina estatal para la preservación de monumentos históricos, que se encarga de los aspectos legales y administrativos, junto a autoridades locales (municipales o comarcales, con una designación ligeramente diferente entre los estados), que reúnen la experiencia práctica en la gestión y conservación de los monumentos (que por razones de costes no pueden ser asumidas por la oficina estatal).
El estado garantiza la protección de los monumentos a través de disposiciones legales, permisos, requisitos, programas de subvenciones y leyes tributarias. El legislador ha dado a la protección de monumentos una prioridad en numerosas leyes, incluyendo las constituciones estatales, las leyes de protección de monumentos y la Ley de Ordenación Territorial. En algunos estados, la expropiación a favor del estado es posible en el caso de monumentos de suma importancia que se encuentran en condiciones de dejadez o desatención. En la práctica, sin embargo, no se ha hecho uso de este mecanismo debido a los costos que supone la compensación por expropiación.
En zonas que se encuentran en proceso de reurbanización subvencionada, los municipios aportan medios para la protección de los monumentos que se encuentran en estas zonas a través de programas tanto estatales como federales de financiación del desarrollo urbano y la protección de monumentos urbanos.

#### Cofinanciación por parte del gobierno federal
El gobierno federal, sin embargo, solo tiene competencias en materias de financiación cuando se trata de la preservación y restauración de monumentos culturales clasificados como «de valor nacional» o con base en disposiciones legales especiales, como el Tratado de Unificación, o acuerdos bilaterales con los estados federados sobre la concesión de ayudas económicas. A través de dicha financiación, existe una intervención de facto del gobierno federal en la administración y protección de dichos monumentos, ya que se financian parcialmente por el mismo.
Los llamados Bienes de Valor Nacional son el resultado de un programa federal, que ha estado promoviendo la preservación de monumentos, yacimientos arqueológicos y parques y jardines históricos que «destacan por sus significados culturales, políticos, históricos, arquitectónicos, urbanísticos o científicos en el estado y en el ámbito cultural alemán en su conjunto». Entre 1950 (año de lanzamiento del programa) y 2020, más de 700 bienes considerados «patrimonio nacional» han sido financiados a través de este programa con una inversión total de unos 387 millones de euros. El Comisionado de Cultura y Medios del Gobierno Federal se ha encargado de la financiación con fondos federales desde 1998.

#### Terminología y señalización
Como suele pasar en legislaciones regionales, las normativas relativas al patrimonio cultural reciben distintos nombres y hacen uso de términos a veces bien distintos. Hasta la forma plural de la palabra Denkmal es distinta entre los estados, usando la mayoría la forma de Denkmäler, mientras que los actuales estados de la desaparecida Alemania del Este, además de Baden-Wurtemberg, utilizan la forma de Denkmale.
Mientras que algunos estados (aunque una minoría) tienen una clasificación única para todos los bienes protegidos, la mayoría diferencian entre monumentos arquitectónicos (incluyendo o no los jardines monumentales) y monumentos arqueológicos. Otros términos utilizados por según qué estados en una clasificación más pormenorizada son, por ejemplo, un monumento de dimensiones reducidas (Kleindenkmal) o una sala monumental (Flurdenkmal), entre otros.
La mayoría de estados federados ha adoptado como símbolo para la señalización de los monumentos en su territorio la imagen usada en el convenio de La Haya con una adaptación que consiste en un marco doble. Interesantemente, dicha imagen (adoptada también por otros países) fue diseñada para la Convención para la Protección de los Bienes Culturales en caso de Conflicto Armado, convirtiéndose posteriormente en un símbolo común. En el caso de Alemania, fue de hecho en la Alemania del Este donde se desarrolló y se adoptó la imagen usada en la actualidad. Sin embargo, cuatro de los estados federados han optado por usar una señalización distinta (en el caso de Bremen, a partir de 2018) —siempre constando de una adaptación de sus emblemas—, mientras que dos estados han optado por no usar ningún tipo de señalización oficial en su territorio.
| Estado federado                    | Legislación aplicable | Áreas aplicables                                           | Símbolo             |                              | Estado federado | Legislación aplicable (Año entrada en vigor)                             | Áreas aplicables | Símbolo |
| ---------------------------------- | --- | ---------------------------------------------------------- | ------------------- | ---------------------------- | --- | ------------------------------------------------------------------------ | ---------------- | ------- |
| Baden-Wurtemberg                   | Ley de Protección del Patrimonio Cultural del estado de Baden-Wurtemberg Gesetz zum Schutz der Kulturdenkmale des Landes Baden-Württemberg (1983)                                   | Arte, Ciencias, Historia regional                          |                     | Baja Sajonia                 | Ley Bajosajona de Protección Patrimonial Niedersächsisches Denkmalschutzgesetz                                                                                                | Arte, Historia, Ciencias, Diseño urbano                                  |                  |         |
| Baviera                            | Ley Bávara de Protección Patrimonial Bayerisches Denkmalschutzgesetz (1973) | Arte, Historia, Ciencias, Diseño urbano, Folclore          | Sin símbolo oficial | Renania del Norte- Westfalia | Ley Estatal de Protección y Gestión de Bienes Patrimoniales de Renania del Norte-Westfalia Gesetz zum Schutz und zur Pflege der Denkmäler im Lande Nordrhein-Westfalen (1980) | Arte, Historia, Trabajo y RdP, Ciencias, Diseño urbano, Folclore         |                  |         |
| Berlín                             | Ley de Protección de Bienes Patrimoniales de Berlín Gesetz zum Schutz von Denkmalen in Berlin                                                                                       | Arte, Historia, Ciencias, Diseño urbano                    |                     | Renania-Palatinado           | Ley Estatal de Protección y Gestión de Bienes Culturales Landesgesetz zum Schutz und zur Pflege der Kulturdenkmäler                                                           | Arte, Historia, Ciencias, Diseño urbano                                  |                  |         |
| Brandeburgo                        | Ley Brandeburguesa de Protección Patrimonial Brandenburgisches Denkmalschutzgesetz                                                                                                  | Arte, Historia, Ciencias, Diseño urbano, Técnica, Folclore |                     | Sarre                        | Ley Sarrense de Protección Patrimonial Saarländisches Denkmalschutzgesetz | Arte, Historia, Ciencias, Diseño urbano                                  |                  |         |
| Bremen                             | Ley de Gestión y Protección de Bienes Culturales Gesetz zur Pflege und zum Schutz der Kulturdenkmäler                                                                               | Arte, Ciencias, Historia regional, Historia técnica        | Sin símbolo oficial | Sajonia                      | Ley Sajona de Protección Patrimonial Sächsisches Denkmalschutzgesetz | Arte, Historia, Ciencias, Diseño urbano, rquitectura del paisaje,        |                  |         |
| Hamburgo                           | Ley de Protección Patrimonial de Hamburgo Denkmalschutzgesetz Hamburgs | Arte, Historia, Diseño urbano, Ciencias                    |                     | Sajonia-Anhalt               | Ley de Protección Patrimonial de Sajonia-Anhalt Denkmalschutzgesetz des Landes Sachsen-Anhalt (1991)                                                                          | Arte, Historia, Cultura, Ciencias, Diseño urbano, Economía técnica       |                  |         |
| Hesse                              | Ley Hesiana de Protección Patrimonial Hessisches Denkmalschutzgesetz | Arte, Historia, Ciencias, Diseño urbano, Técnica           |                     | Schleswig-Holstein           | Ley de Protección de Bienes Patrimoniales Gesetz zum Schutz der Denkmale | Arte, Historia, Paisaje cultural, Ciencias, Diseño urbano, Técnica       |                  |         |
| Mecklemburgo- Pomerania Occidental | Ley de Protección y Gestión de Bienes Patrimoniales en el estado de Mecklemburgo-Pomerania Occidental Gesetz zum Schutz und zur Pflege der Denkmale im Lande Mecklenburg-Vorpommern | Arte, Historia, Ciencias, Diseño urbano, Folclore          |                     | Turingia                     | Ley Turingia de Protección Patrimonial Thüringer Denkmalschutzgesetz | Arte, Imagen rural, Historia, Ciencias, Diseño urbano, Técnica, Folclore |                  |         |

### Circulación de bienes culturales (derecho internacional)
Las normativas estatales incluyen una cláusula que recoge la regulación derivada de una ley federal de 2016 sobre el comercio y tráfico de bienes culturales portátiles, con enfoque en el comercio transfronterizo. Los correspondientes reglamentos de la Unión Europea limitan la libertad del mercado común cuando se trata de bienes patrimoniales, entendiendo que tienen un especial significado y vínculo con los países de procedencia.
Esta ley federal es el desenlace de la unificación de varias leyes anteriores a 2016, incluyendo la ley sobre exportación de bienes culturales, que definía las restricciones a la exportación de bienes protegidos a otros países; la ley sobre recuperación de bienes culturales, enfocada en la recuperación de objetos de interés cultural hallados en otros países; la normativa sobre devolución de bienes culturales, que formaba la base legal para los compromisos legalmente vinculantes de devolución de bienes prestados (por ejemplo para exposiciones en otros países); y la ley por la que se implementaba la Convención para la Protección de los Bienes Culturales en caso de Conflicto Armado (firmada en La Haya el 14 de mayo de 1954).
| De izquierda a derecha: Señalizaciones de monumentos naturales de Brandeburgo, Sajonia-Anhalt, Berlín, Hesse y Baden-Wurtemberg (modalidad superficies naturales), Baviera, y Sarre (modalidad árboles individuales) |

### Espacios naturales
En Alemania, la figura de monumento natural —o patrimonio natural— está recogida en la sección 28 de la Ley Federal de Conservación de la Naturaleza (Bundesnaturschutzgesetz). Se trata de una protección adicional de carácter patrimonial que se ofrece más allá de la protección habitual de espacios naturales y medioambientales. Recoge a bienes de distintas características, desde árboles individuales a estructuras naturales (en caso de superficies, han de ser menores a 5 hectáreas), clasificados como Patrimonio Natural de Alemania en los correspondientes registros. Esta condición les ofrece más protección, «siempre que sea necesaria por su rareza, peculiaridad o belleza o por razones científicas, naturales, históricas o geográficas».
Esta cláusula sienta el marco jurídico a nivel federal de las políticas que, sin embargo, se desarrollan y se implementan por los propios estados federados (aunque hasta 2005 aún incluían parte de las disposiciones de la Ley de Conservación de la Naturaleza del Reich de 1935). Debido a que posteriormente se desarrollaron distintas leyes en la Alemania Occidental y en la Alemania Oriental, los estados que formaban parte de esta última conservan hasta hoy en sus legislaciones algunas características propias, como el tamaño máximo (más extenso) de una superficie natural para poder ser clasificada como bien patrimonial.
La señalización de los monumentos naturales consta generalmente de una placa de forma triangular invertida o del perfil de un palomar, de colores verde o amarillo, con la imagen de un búho o de un águila en vuelo.

### Subvenciones e incentivos fiscales
A pesar de todos los mecanismos e instrumentos legales disponibles, la protección, conservación y restauración de monumentos generalmente solo funcionan con la complicidad y disposición ciudadana —y sobre todo de las entidades propietarias de los monumentos—, es decir, que depende en gran medida de la iniciativa privada.
Con este fin, se emplean medios para la sensibilización de la sociedad sobre la importancia del patrimonio cultural, y se ofrecen a los propietarios subvenciones e incentivos fiscales a través de distintas entidades, como lo son la Fundación Alemana para la Protección de Monumentos (Deutsche Stiftung Denkmalschutz, DSD) a nivel federal, la Red Bávara de Monumentos (Denkmalnetz Bayern) a nivel estatal, o la Agrupación de Interés de Casas Rurales (Interessengemeinschaft Bauernhaus) a nivel de especialidad.
Existen dos tipos de subvenciones públicas directas:
- Para monumentos abiertos al público: La inversión en una propiedad cotizada puede suponer hasta un 9 % de los costos de aplicación de las medidas necesarias para la conservación del edificio, su mantenimiento o su uso (por ejemplo, como museo). En el caso de estructuras nuevas registradas como monumentos, las subvenciones pueden suponer hasta un 9 % anual a partir del año de construcción y en los siguientes 7 años, y hasta un 7 % durante los 4 años siguientes. Por otra parte, en el caso de monumentos antiguos (edificios que se completaron antes del 1 de enero de 1925), su gestión puede ser subvencionada con hasta 2,5 % adicionales a la subvención original. Si el edificio cuenta solo con una parte antigua, la subvención adicional se aplica únicamente a esta parte.
- Para monumentos cerrados al público: La subvención de los trabajos de construcción de monumentos y edificios que no se benefician de ingresos, en los mismos términos y para los mismos fines que en el apartado anterior, puede suponer hasta el 9 % anual durante 10 años.

El requisito previo en ambos casos es un certificado de la autoridad monumental responsable, afirmando que los usos u obras se han realizado (o se están realizando) de acuerdo con las especificaciones de dicha autoridad.
Existen otros incentivos adicionales, como el impuesto a la propiedad, que puede verse eximido para ciertos monumentos. En el caso de los demás monumentos, la reducción del valor unitario es la que determina el valor del impuesto a la propiedad. En líneas generales, las autoridades fiscales reconocen un tipo fijo del 5 %.